# Nakit
Nakit je vrijedan predmet koji se upotrebljava kao ukras i često je umjetnički izrađen od plemenitih kovina i dragulja. Predmeti se obično nose na ljudskom tijelu, a češće kod pripadnica ženskog spola. Nakit je zasigurno jedan od najstarijih oblika ukrašavanja tijela, pronađena je ogrlica od perli izrađenih od školjke nassarius stara oko 100 tisuća godina.
Uglavnom ga proizvode zanatske radnje draguljara ili zlatara, ali treba naglasiti da se većina nakita danas proizvodi industrijski i da se nakit ručno samo dorađuje. U nekim obiteljima nakit se nasljeđuje iz generacije u generaciju i na taj način čini određeni simbol kontinuiteta i nastavka obiteljskog života te socijalnog statusa.
Ponekad nakit služi kao sredstvo pokazivanja bogatstva, ali uvijek zadržava i barem minimalnu funkcionalnost poput držanja dijelova odjeće zajedno ili učvršćivanja frizure. Od najstarijih vremena smatran je oblikom osobnog ukrašavanja. Prvi su komadi nakita bili od prirodnih materijala kao što su kosti i zubi životinja, školjke, drvo i rezbareno kamenje. Tijekom povijesti neki su se oblici urešavanja smatrali znakom pripadnosti određenoj društvenoj grupi. Egzotičniji je nakit uvijek bio namijenjen bogatijim ljudima jer mu je rijetkost povećavala vrijednost. Zbog osobne su prirode i označavanja društvene klase neke kulture utemeljile tradiciju ukopa mrtvih zajedno s njihovim nakitom.
Nakitom se može ukrasiti praktički svaki dio tijela, od igala za kosu do prstenja za nožni palac i brojnih drugih tipova nakita. Dok je tradicionalni nakit obično ukrašen dragim kamenjem i izrađen od plemenitih metala, sve je u većem porastu i potražnja za umjetničkim nakitom gdje se oblikovanje, stvaralački pristup i izražajnost cijene više od skupocjenosti i minuciozne obrade samih materijala.

## Najčešće vrste nakita
- Ogrlica
- Prsten
- Broš
- Narukvica
- Lančić
- Džepni sat
- Naušnica
- Manžeta
- Ukosnica
- Tijara
- Igla za kravatu

## Oblik i svrha
Nakit se nosi iz brojnih razloga, a kao najvažniji mogu se izdvojiti:
- Isticanje osobna bogatstva i moći
- Praktična uporaba (kopče, igle, ukosnice)
- Simbolizam (da bi se pokazala pripadnost nekoj skupini ili status)
- Zaštita (amuleti)[2]
- Izlaganje umjetničkih djela

Većina je kultura u nekom trenutku imala praksu čuvanja bogatstva, to jest vrijednosti u nakitu. Nakit je također ponekad bio i sredstvo robne razmjene. Brojne su vrste nakita prvobitno imale čisto funkcionalnu uporabu, primjerice broševi i kopče.
No nakit također može označavati i pripadnost nekoj grupi ili zajednici kakav je slučaj s križevima ili Davidovom zvijezdom te biti oznaka statusa kao u slučaju dekanskih i gradonačelničkih lanaca ili nošenja vjenčanog prstenja.
Nošenje amuleta i devocionalnih medalja ima kod nekih kultura svrhu zaštite od zla i može imati oblik simbola kamenja, biljaka, životinja, dijelova tijela.
Pokazivanje umjetničkih djela jedna je od prvobitnih funkcija nakita i druge su ispred navedene uloge vremenom preuzele primat. Tek je u kasnom 19. stoljeću umjetnost potpuno zasjenila funkcionalnost, prije svega u djelu Renea Laliquea i Petera Carla Fabergea, danas se ovaj trend nastavlja djelima brojnih umjetnika koji izrađuju unikatan, umjetnički oblikovan nakit.

## Materijali i metode oblikovanja
U izradi nakita upotrebljavaju se drago kamenje, dukati, ali i drugi skupocjeni predmeti koji se uglavljuju u okvir od plemenitih metala. Slitine svih poznatih metala rabljene su i u izradi nakita, primjerice bronca koju se upotrebljavalo u doba Rimljana. Fini suvremeni nakit često je u cijelosti ili djelomice izrađen od zlata, bijelog zlata, platine, paladija, srebra ili titanija. Većina američkog ili europskog zlatnog nakita izrađena je od slitina zlata čija se čistoća nekoć izražavala u karatima, a danas u tisućinkama. U SAD-u zlatni nakit mora sadržavati najmanje 10 karata zlata (to jest 41,5 % čistog zlata), ali u Engleskoj je najniža dozvoljena finoća 9 karata, a oznaka se sastoji od brojke i velikog slova K. Kvalitetnije vrste zlatnih slitina sadrže 14 (585 tisućinki), to jest 18 karata zlata (750 tisućinki), ali u Indiji i Aziji te na srednjem istoku i u Africi rabi se i zlato finoće 22 karata.
Od slitina platine rabe se i slitine 900 te 950 dijelova platine na 1000 dijelova slitine. Kod srebra najčešće se upotrebljavaju slitine od 800, 900 i 925 dijelova srebra na 1000 dijelova slitine, a ostatak je u pravilu bakar, ali u posljednje su se vrijeme na tržištu pojavile i slitine koje osim bakra sadrže i malu količinu germanija, to jest platine (Argentium/R/ i Platinum/R/ sterling srebro, obje su slitine vrlo otporne na tamnjenje). Sve je češći i nakit izrađen od titanija, niobija ili tantala, a proizvodi se i nakit od nehrđajućeg čelika.
Od materijala s kojima se metal u nakitu najčešće kombinira treba navesti staklo, emajl, drvo, školjke, kost, bjelokost, prirodne gline, polimerne mase, a čak i plastiku. Upotrebljavaju se i gruba prediva poput konoplje.
U nakitu se vrlo često rabe i najrazličitije perle, bilo da su od stakla, bisera, dragog, poludragog ili ukrasnog kamenja, metala, drveta, sedefa ili plastičnih masa. Vrlo sitne perle upotrebljavaju se za vezene, to jest pletene ukrase. Ova je vrsta nakita bila vrlo popularna u viktorijansko doba, a rado se rabi i u afričkim kulturama. Staklene perle rado su se rabile još od 13. stoljeća, a posebno su cijenjene one porijeklom s talijanskog otoka Murana.

### Dijamanti
Prvi su rudnici dijamanta bili u Indiji (oko 800. godine prije Krista), a danas su najznačajniji proizvođači Australija, Bocvana, Rusija i Kanada.

### Drugo drago kamenje
- Jantar
- Ametist
- Smaragd
- Žad
- Kvarc
- Rubin
- Safir
- Tirkiz
- Opal
- Lapis lazuli
- Topaz
- Akvamarin
- Granat
- Ahat

### Završna obrada
Postoje brojne tehnike završne obrade namijenjene nakitu od zlata, srebra ili platine. Najuobičajenije su: visoki sjaj, matiranje, satiniranje, četkanje i trag čekića.
Nakit uglačan do visokog sjaja najčešća je vrsta završne obrade i metalu daje sjajan, blještav izgled. Satinirani i mat završni sloj smanjuju sjaj i refleksiju svjetlosnih zraka i upotrebljavaju se za isticanje dragog kamenja poput dijamanata. Iščetkani vid završne obrade daje dojam sličan tragu finog brusnog papira. Trag čekića kao završna obrada najčešće se izvodi finim, zaobljeno ispoliranim čekićem i daje površini valovitu strukturu.
Nakit se često i posrebruje, pozlaćuje ili rodinira kako bi se dobila blještava površina određene boje, ova se tehnika primjenjuje i na predmetima od neplemenitih metala, to jest na jeftinom modnom nakitu.

## Povijest

### Rano razdoblje
Prvi nakit pojavljuje se kod stanovnika današnje Afrike. Radi se o nanizanim probušenim školjkama, a nalaz je star oko 75 000 godina (špilja Blombos). U Keniji se na nalazištu Enkapune Ya Muto također nalaze probušene perle od stijenki jaja, starost nalaza procjenjuje se na 40 000 godina.
Izvan Afrike se kod kromanjonaca nailazi na grub nakit izrađen od nanizanih kostiju, zubi, raznih bobica i kamenja. U nekim slučajevima nalaze se i komadi školjaka i sedefa. U južnoj Rusiji nađene su ogrlice od mamutovih kljova. Kod Venere iz Hohle Felsa nalaze se perforacije na vrhu figure upućujući na to da je najvjerojatnije upotrebljavana kao privjesak.

### Egipat
Početci proizvodnje nakita u drevnom Egiptu datiraju od prije 3000 – 5000 godina. Egipćani su kao materijal za izradu nakita preferirali zlato, prije svega zbog njegove skupocjenosti, rijetkosti i podatnosti pri obradi. U preddinastijskom razdoblju nakit je vrlo brzo prihvaćen kao simbol religiozne moći i snage. Imućniji su ga nosili kako u životu tako i u smrti jer je nakit bio jedan od uobičajenih grobnih darova. Zanimljivo je da su kao element boje u svojim radovima radije rabili staklo nego drago kamenje pa su za oponašanje svakog važnijeg dragog kamena imali i specifičnu vrstu stakla koja ga je imitirala.

### Mezopotamija
Prije približno 4000 godina izrada je nakita bila značajan obrt u gradovima Sumeru i Akadu u Mezopotamiji. Najznačajniji su nalazi oni iz kraljevskog groblja u Uru gdje su istražene stotine grobova iz razdoblja 2900 – 2300 godine prije nove ere. Grobnice poput Puabijeve u sebi su sadržavale veći broj predmeta od zlata, srebra i poludragog kamenja poput kruna od lapis lazulija ukrašenih zlatnim figurama, ogrlica i ukrašenih igala. U Asiriji su i muškarci i žene nosili velike količine nakita uključujući amulete, zglobne narukvice, teške ogrlice i valjkaste pečate. Mezopotamski nakit često je izrađen od tankih metalnih listova kombiniranih s velikim brojem živo obojenog kamenja (uglavnom ahat, lapis lazuli, karneol, jaspis). Omiljeni oblici uključuju listiće, spirale, konuse i grozdove. Nakit se izrađivao za osobe, ali i za ukrašavanja idola; koristili su se raznim profinjenim tehnikama obrade poput ćelijasto uglavljenog kamenja, fine granulacije i filigrana. Otkriveni su i brojni dokumenti koji nam govore o trgovini i izradi nakita nađena na arheološkim nalazištima u Mezopotamiji.
Početci izrade antičkog lančića datiraju iz doba Sumerana.

### Grčka
Grci su se zlatom i dragim kamenjem počeli koristiti oko 1600 godina prije nove ere iako su se perle u obliku školjaka i životinja uvelike izrađivale i znatno ranije. Oko 300. godina prije Krista, Grci su već bili majstori u izradi obojenog nakita i koristili su se ametistom, biserjem i smaragdima. U to se vrijeme javljaju i prve kameje izrađene od indijskog sardoniksa i ahata. Kod Grka je nakit bio jednostavniji i po oblikovanju i po tehnici izrade. Međutim, oblici su s vremenom postajali sve složeniji i se počeo rabiti sve veći broj raznih materijala.

### Etrurija
Etrurski (etruščanski) nakit nepobitno je jedan od najkvalitetnijih u antici uz napomenu da se njihov rad u tehnici granulacije svakako može smatrati vrhuncem tog razdoblja (između 1100. i 500. godine prije Krista). Najčešći oblik etrurskog nakita bile su fibule, ogrlice i naušnice u pravilu od zlata bogato urešena granulacijom. U njihovom je nakitu vidljiv grčki i orijentalni utjecaj.

### Rim
Iako je nakit i prije bio izrazito raznolik, posebno u područjima nastanjenim barbarima poput Kelta, kada je Rim pokorio Europu, postupne su promjene utjecale na osobitost rimskog oblikovanja. Tipičan je predmet ranorimskog razdoblja broš koji se obično upotrebljavao za kopčanje odjeće. Zbog svojeg su se bogatstva Rimljani koristili širokim rasponom materijala. Uvelike su rabili zlato, nali nailazimo i na predmete od bronce ili kosti te staklenih perli i biserja. Još su prije 2000 godina uvozili safire sa Šri Lanke, dijamante iz Indije te smaragde i jantar. U Engleskoj se u rimsko doba počinje upotrebljavati i fosilizirano drvo (gagat) koje se rabilo za rezbaren nakit. Na tlu današnje Italije zlato se upotrebljavalo za izradu kopči, ogrlica, naušnica i narukvica. Radilo se i velike privjeske koji su se mogli puniti miomirisima. Kao i kod Grka, često je funkcija nakita bila i tjeranje uroka. Dok su žene nosile obilje različita nakita, muškarci su skoro isključivo nosili prstenje. Neki su nosili samo jedan, a neki i po jedan na svakom prstu, ali bilo je i onih koji nakit nisu nosili. I muškarci i žene često su nosili ugravirane geme u sklopu prstena te su se njima koristili za pečaćenje dokumenata. Ta se praksa zadržala sve do srednjeg vijeka, ponajprije među kraljevima i plemićima. Utjecaj rimskog oblikovanja nastavio se i nakon pada Zapadnog Rimskog Carstva.

### Srednji vijek
U srednjovjekovnoj Europi razvoju oblikovanja nakita znatno su doprinijeli Kelti i Merovinzi, kvalitetom je njihov nakit bio jednak ili čak i bolji od bizantskog. Kopče za odjeću, amuleti i pečatnjaci najbolje su znani primjeri nakita iz toga doba. Torkves je bio uobičajen u cijeloj Europi i nosilo ga se kao simbol statusa i moći.

### Renesansaimanirizam
Renesansa je, uz onovremena geografska otkrića i razvoj tgovine, imala značajan utjecaj na razvoj europskog nakita.

### Barokirokoko
U drugoj je polovici 17. stoljeća Francuska zbog slabljenja španjolske moći postala najvažniji ekonomski i kulturni centar. Sve luksuzne industrije cvale su u Francuskoj u vrijeme Luja XIV. Francuska svila iz Lyona i odjevna moda izvozile su se, a s time i stilovi izrade nakita. Također je važan i period kada su žene imale rastuću ulogu u društvu. Njihove haljine, teško nabrane, zamijenjene su laganom svilom u različitim pastelnim nijansama boja. Sjajne i svijetle boje zahtijevale su smanjenje boja nakita. Dinamiku u barokno odijevanje unijeli su ogrtači, različiti modni dodatci, gumbi, volani, čipka, obrubljeni ovratnici, kod muškaraca duga, kovrčava kosa raspoređena u pramenove od kojih je jedan pramen često spleten u pletenicu svezanu crvenom satenskom vrpcom što daje dojam asimetrije i dinamike. Promjene u odijevanju dolaze brže, a muškarac postaje taj koji prenosi i prihvaća promjene, a žena ga prati. U ženskoj odjeći krutost popušta, ali nema pretjerano naglašene dinamike. Tri osnovna sloja ženske odjeće bili su donja košulja, to jest suknja, gornja suknja i gornja haljina koja je u pravilu bila od crnog satena, a sprijeda otvorena i pričvršćena za korzet. Kod muškaraca je krutost popustila i u obliku hlača koje su se izrađivale od tanke vunene tkanine, produžile su se, a bile su široke i skupljene u struku, a na rubovima su bile pričvršćene podvezicom. Portreti iz toga perioda ilustriraju strast za biserima nanizanima u ogrlicu ili nošenima kao biserne kapljice obješene na ušima ili kao broševi nošeni na prsima, rukavima ili na kosi. Biseri su bili vrlo vrijedni i, dok su se biseri često razmetljivo pokazivali, vjerojatnije je da je većina njih bila lažna: poznato je da se lažni biseri proizvode od 1400. godine. Dijamanti su bili omiljeni. I izrada umjetna dragog kamenja poznata je odavno, a u 17. st. dodatno je usavršena. Staklena masa kao imitacija dragulja pravila se od teške staklene smjese koja je sadržavala potašu i bijeli oksid grafita. Francuski draguljari njegovu su izradu doveli do savršenstva pa nakit od staklene mase u drugoj polovici 18. stoljeća postao izrazito cijenjen. Francuski stil pocakljenih umetnutih dijamanata i ukrašavanje nakita jednako su podvrgnuti francuskom stilu boja: neprozirna bijela caklina obrubljena crnom i blijeda roza ili tirkizna caklina u svrhu isticanja nakita. Proučavanje botanike pridonijelo je pojavi prirodnih i cvjetnih motiva u ukrašavanju nakita. Nakit je težio biti manje figuralan, a više dekorativan s čvorovima i skupinama dragog kamenja. Ipak, Tridesetogodišnji rat, koji je kao i druge pošasti poharao Europu 1618. – 1648., rezultirao je novim oblikom nakita, „memento mori”(„sjeti se da si smrtan“). Onoga tko je nosio nakit podsjećalo se na vlastitu prolaznost i smrtnost, a lubanje i kosturi karakterizirali su sve vrste nakita koji se održao kao korotni nakit 18. i 19. stoljeća s pogrebnim ornamentima kao motivom.
U vrijeme baroka dolazi do uspona nakita izrađena od uglavljena dragog kamenja.

### Romantizam i secesija
Nakon 1890. počinje uspon secesijskog nakita (ovaj se stil u Francuskoj naziva „Art Noveau”, u Njemačkoj „Jugendstil”, a u Engleskoj ga se izjednačava s „Arts and Crafts” pokretom). U to vrijeme u izradi nakita dominira upotreba ženskog lika i florealnih motiva kao inspiracije te ponovna davanja naglaska boji, opet se počinju rabiti brojne dotada pomalo zapostavljene tehnike emajliranja. Sve se to još najčešće dopunjavalo i decentnom uporabom najrazličitijeg dragog i poludragog kamenja. Najznačajnije autorske osobnosti u tom su razdoblju René Lalique, Georges Fouquet, Henri Vever i Josef Hofmann.

### Vaneuropske kulture

#### Indija
Indija je nesporno zemlja s najdužom kontinuiranom tradicijom izrade nakita, više od 5000 godina, a po nekima do 8000 godina. Ujedno je to prva zemlja u kojoj su se dobivali dijamanti, još od 296. prije Krista.

## Vanjske poveznice
- All about jewels.com (engl.)
- Antique Jewelry University
- Online Schmucklexikon
- Jewelry Manufacturing Methods and Techniques
- McConnell, S. Metropolitan Jewelry